# Număr Motzkin
În matematică un număr Motzkin, n, este numărul diferitelor moduri de a trasa coarde care nu se intersectează între n puncte pe un cerc (nu este obligatoriu ca din fiecare punct să fie trasată o coardă). Numerele Motzkin sunt numite după Theodore Motzkin și au diverse aplicații în geometrie, combinatorică și teoria numerelor.
Numerele Motzkin {\displaystyle M_{n}} pentru {\displaystyle n=0,1,\dots } formează șirul:
1, 1, 2, 4, 9, 21, 51, 127, 323, 835, 2188, 5798, 15511, 41835, 113634, 310572, 853467, 2356779, 6536382, 18199284, 50852019, 142547559, 400763223, 1129760415, 3192727797, 9043402501, 25669818476, 73007772802, 208023278209, 593742784829, ...

## Exemple
Următoarea figură prezintă cele 9 moduri de a trasa coarde care nu se intersectează între 4 puncte pe un cerc (M4 = 9):
Următoarea figură prezintă cele 21 de moduri de a trasa coarde care nu se intersectează între 5 puncte pe un cerc (M5 = 21):

## Proprietăți
Numerele Motzkin satisfac următoarele relații de recurență:
{\displaystyle M_{n}=M_{n-1}+\sum _{i=0}^{n-2}M_{i}M_{n-2-i}={\frac {2n+1}{n+2}}M_{n-1}+{\frac {3n-3}{n+2}}M_{n-2}.}
unde {\displaystyle M_{0}=M_{1}=1}.
Numerele Motzkin pot fi exprimate prin coeficienți binomial și numere Catalan:
{\displaystyle M_{n}=\sum _{k=0}^{\lfloor n/2\rfloor }{\binom {n}{2k}}C_{k}.}
Funcția genertoare {\displaystyle m(x)=\sum _{n=0}^{\infty }M_{n}x^{n}} a numerelor Motzkin satisface relația:
{\displaystyle x^{2}m(x)^{2}+(x-1)m(x)+1=0}.
Un număr prim Motzkin este un număr Motzkin care este și prim. La data de octombrie 2013. Se cunosc doar patru asemenea numere:
2, 127, 15511, 953467954114363

## Interpretări combinatorice
Al n-lea număr Motzkin este și numărul de secvențe întregi pozitive de lungime n − 1 în care elementele de început și sfârșit sunt fie 1 sau 2, iar diferența dintre oricare două elemente consecutive este −1, 0 sau 1. Echivalent, al n-lea număr Motzkin este numărul de secvențe întregi pozitive de lungime n + 1 în care elementele de început și sfârșit sunt 1, iar diferența dintre oricare două elemente consecutive este −1, 0 sau 1.
Al n-lea număr Motzkin dă și numărul de căi din primul cadran (dreapta sus) al unei grile de la coordonatele (0, 0) la coordonatele (n, 0) în n pași dacă cineva are voie să se deplaseze doar spre dreapta (în sus, în jos sau înainte) la fiecare pas, dar este interzis să tracă sub axa y = 0.
De exemplu, imaginea următoare arată cele 9 căi valide de la (0, 0) la (4, 0):
Există cel puțin paisprezece utilizări diferite ale numerelor Motzkin în diferite ramuri ale matematicii, cum le-a enumerat Donaghey & Shapiro (1977) în studiul numerelor Motzkin. Guibert, Pergola & Pinzani (2001) a arătat că permutările vexilare sunt enumerate prin numere Motzkin.